# Миастения гравис
Миастения гравис (на латински: Myasthenia gravis pseudoparalytica, Pseudoparalytica gravis) е хронично автоимунно заболяване, характеризиращо се с мускулна слабост и лесна уморяемост след физическа активност, следствие от нарушено нервно-мускулно предаване в напречнонабраздената мускулатура. Причината за това нарушение се дължи на намален брой никотинови рецептори в постсинаптичната мембрана на нервно-мускулния синапс (моторна плочка), следствие от образуваните антитела срещу тях.

## Епидемиология
Заболеваемостта при миастения гравис е около 4:1 000 000 души, а болестността е в диапазона 5/14:100 000 души. Заболяването е разпространено сред всички етнически групи и възрасти. Половото разпределение на болестта показва лек превес в полза на женския пол – 3:2. Заболяването при жените е с най-висока честота между второто и третото десетилетие от живота, а при мъжете между петото и седмото десетилетие.

## Етиология
Миастения гравис е класическо автоимунно заболяване с образуване на антитела срещу собствени антигени на организма. Ролята на антиген при миастения гравис изпълняват постсинаптичните никотинови ацетилхолинови рецептори (AChR), които представляват белтъчни йонни канали.

## Патогенеза
Ацетилхолиновите рецептори представляват Na+ йонни канали, образувани от 5 протеинови субединици (2 субединици тип α и по една субединица от типовете β, γ и δ). Техен лиганд е медиаторът ацетилхолин. При свързването на ацетилхолина с рецепторите, пространствената структура на белтъчните субединици се променя. Това позволява навлизането на натриеви йони през постинаптичната мембрана, в резултат на което се генерира акционен потенциал и след това се осъществява мускулното съкращение.
Автоимунният механизъм на болестта се потвърждава от:
- Наличието на антитела срещу ацетилхолиновите рецептори в серума и нервно-мускулните синапси.
- Свързването на тези антитела с ацетилхолиновите рецептори.
- Имунизацията с anti-AChR води до типични за миастения гравис симптоми.
- Възможно е пресъздаването на модел на болестта чрез имунизация с AChR.
- Генетична предиспозиция и асоциация с HLA системата.
- Честото наличие на други автоимунни заболявания при миастения гравис.

При миастения гравис в организма се образуват поликлонални антитела от клас IgG (имуноглобулини) срещу главния имуногенен регион на ацетилхолиновия рецептор и други епитопи по повърхността на α-субединицата му. При свързването на тези антитела с ацетилхолиновите рецептори се нарушава нервно-мускулното предаване по няколко механизма:
- унищожаване на ацетилхолиновите рецептори чрез комплемент-медиирана лиза;
- увреждане на рецепторите и ускоряване на техния разпад;[3]
- увреждане на постсинаптичната мембрана чрез комплемент-медиирана лиза;[4]
- блокиране на рецептора за ацетилхолин.

В резултат на тази реакция антиген-антитяло, ацетилхолиновите рецептори постепенно намаляват, което води до нарушения в нервно-мускулното предаване и оттам до мускулна слабост и лесна умора. Антителата срещу ацетилхолиновите рецептори (anti-AChR) се откриват в 85% от случаите на болестта. В останалите пациенти anti-AChR не могат да бъдат открити, което определя този вид миастения гравис като серонегативна. Не съществува корелация между титрите на anti-AChR и тежестта на заболяването.
Понастоящем се смята, че освен B-клетъчен имунен отговор, ключова роля в развитието на болестта заема и Т-клетъчният имунен отговор, респективно тимусът. Патологични промени в тимуса се откриват при 70 – 80% от пациентите с миастения гравис, като при 10% от тях измененията са неопластични под формата на тимом, рядко карцином.

## Клинична картина
Началото на заболяването е постепенно, но може да настъпи и остро след вирусни инфекции, емоционален или физически стрес, алергични реакции, определена лекарствена терапия. Началните симптоми се проявяват под формата на диплопия и птоза на клепачите, следствие от слабост в очедвигателните мускули. Срещат се при повече от 60% от пациентите в началото на заболяването и при над 90% в хода на болестта. Симптомите в началото на болестта са преходни и се появяват предимно вечер или след физическо натоварване, а по-късно стават постоянни. При тях винаги има денонощен ритъм, като са по-слабо изразени сутрин и се засилват вечер. Мускулите са засегнати асиметрично, зеничните ракции са запазени. В до 15% от пациентите симптоматиката остава на този етап, със засягане само на очедвигателните мускули и се обозначава като очна миастения. Засягането на булбарните мускули е по-рядко начална проява на болестта, в до 15% от случаите. Изявява се в нарушения при гълтане, дъвкане, говор. Долната челюст може да увисне, а лицето губи своя израз поради засягане на мимическите мускули. Постепенно се засягат и мускулите на шията, проксималните мускули на крайниците и междуребрените мускули. Болните изпитват слабост при ходене, качване на стълби или работа с ръцете. При засягане на междуребрените мускули и диафрагмата може да настъпи дихателна недостатъчност.
Въпреки тежката мускулна слабост, рядко се появяват атрофии на мускулите, а мускулните рефлекси и сетивността са запазени. Най-характерното за мускулната слабост е нейната ритмичност през денонощието – тя се засилва вечер и след физическо натоварване. Болестта прогресира сравнително бързо и разгърната симптоматика се проявява в първите няколко години от началото на болестта, като спонтанните ремисии са редки. Възстановяването на мускулите след физическо усилие е бавно. При големи физически и емоционални натоварвания, грешки в терапията, фебрилитет, менструален цикъл или приложение на някои медикаменти могат да настъпят миастенни кризи. Миастенната криза е усложнение на миастения гравис и се изразява в генерализирана мускулна слабост, тежки нарушения при дъвкане, гълтане и говор, остра дихателна недостатъчност. Друго усложнение на миастения гравис е холинергичната криза, която настъпва първично при предозиране на терапията или вторично след терапевтично отстраняване на тимуса (тимектомия).

## Диагноза
При разгърната симптоматика и денонощна ритмичност диагнозата не е трудна. Проблем могат да представляват началните стадии на миастения гравис, когато нарушенията са ограничени само в очедвигателните или булбарните мускули и денонощната им ритмичност не е добре изразена. Миастения гравис може да се диагностицира чрез различни тестове и методи.
Физически тестове
- Продължително отклоняване на погледа встрани или нагоре.
- Неколкократни клякания.
- Поддържане на ръцете изпънати напред с дланите нагоре.

Фармакологични тестове с ацетилхолинестеразни инхибитори
- Тест с Tensilon (edrophonium chloride) – бързо действащ антихолинестеразен препарат. Намалява мускулната слабост след 30 секунди, действието продължава около 5 минути.
- Тест със Syntostygmin – бавно действащ антихолинестеразен препарат. Намалява мускулната слабост след 30 минути, действието продължава няколко часа.

Антитела срещу ацетилхолиновите рецептори

Установяват се в до 90% от болните. Липсата им не отхвърля диагнозата (възможна серонегативна миастения гравис).
Компютърна томография и ЯМР на предно средостение
Откриват се тимусна хиперплазия (70 – 80%) или тимом (10%).
Електромиография (ЕМГ)
Изследва се нервно-мускулното предаване чрез повтаряща се супрамаксимална електростимулация, регистриране на получените М-вълни и сравнение на амплитудите им. Ползват се честоти до 50 Hz. Амплитудата на първата М-вълна се приема за 100%. Първите няколко вълни са с по-ниска амплитуда, след което амплитудата отново нараства.
Може да се направи и сравнителна ЕМГ след фармакологичен тест с антихолинестеразен препарат.

### Диференциална диагноза
Диференциалната диагноза при миастения гравис е трудна и зависи от клиничните прояви на заболяването. Очната форма на МГ налага диференциална диагноза със синдром на Клод-Бернар-Хорнер, диабетна полиневропатия, множествена склероза, офталмопатия при тиреотоксикоза и др. Булбарната форма налага диференциална диагноза с базални черепни тумори, мозъчен инсулт, латерална амиотрофична склероза, краниален полиневрит. Генерализираната форма следва да се диференцира от бензодиазепинова и друга лекарствена интоксикация, ботулизъм, интоксикация с пестициди и инсектициди, болест на Адисон, тиреотоксикоза, синдром на хроничната умора, миастенен синдром на Lambert-Eaton, полиневрит и полимиозит, митохондриални болести и др.